# Капарот
Капарот (от ивр. כפרות‎) — иудейский обряд, практикуемый некоторыми религиозными евреями накануне Йом-кипура. В обряде есть много разных элементов, наиболее известный из которых — крутить живую курицу или деньги над головой три раза. Цель обряда — напомнить и дать прочувствовать человеку, что за грехи полагается суровое наказание, что должно побудить человека к раскаянию накануне Судного дня. Зарезанную курицу или деньги отдают бедным людям в качестве пожертвования, тем самым увеличивая свои заслуги перед Судным днем.

## Этимология
Капарот — множественное число слова капарa (כפרה‎), которое означает «очищение» и происходит от корня к-п-р («искупить»).

## Практика
Капарот, по еврейскому религиозному обычаю, выполняется во второй половине дня перед Йом-кипуром. Для исполнения ритуала мужчина берёт петуха, а женщина — курицу. Если нет возможности достать петуха или курицу, можно заменить их другой кошерной птицей, за исключением голубей; некоторые заменяют птицу живой рыбой, некоторые используют вместо животного деньги. Держа птицу в правой руке, три раза произносят отрывок «бней-адам…» («сыны человеческие…»):
Сыны человеческие, обитающие во мраке и тени смертной, скованные оковами нищеты и железа, извлечёт их Бог из мрака, из тени смертной, и оковы их расторгнет. Безрассудные, ибо за путь свой преступный и за грехи они страдают, всякую пищу отторгает душа их, дойдут они до врат смерти. И в горе возопят они к Господу, и Он от бедствий их избавит, пошлёт слово Своё, и исцелит их, спасёт их от гибели. Восславят они Бога за милосердие его и за чудеса, которые Он явил сынам человеческим. Если есть у человека один лишь ангел-заступник из тысячи, дабы замолвить слово оправдания, то Бог помилует этого человека, сказав: «избавь его от падения в преисподнюю, нашёл я ему искупление».
Сефарды отрывок «бней-адам…» не читают.
Затем, вращая курицу или деньги вокруг головы, читают следующий абзац:
Это — замена мне, это — вместо меня, это — мой выкуп! Этот петух (курица) пойдёт на жертвоприношение / Эти деньги пойдут на благотворительность, а моим уделом станут благополучная долгая жизнь и мир.
После этого птицу относят к шойхету (резнику) для ритуального забоя (шхиты).

### Петух
В одном из вариантов капарота петуха вращают вокруг головы, режут в соответствии с процедурой шхиты, а затем отдают на благотворительность. В наше время капарот с живым петухом осуществляется в основном в хасидских общинах.

### Деньги
Во втором варианте капарота деньги крутят вокруг головы в небольшом мешочке или просто зажатыми в руке, а затем отдают их на благотворительность.
Консервативный иудаизм полагает, что деньги являются единственной допустимой формой обряда капарот.

## Смысл обряда
Цель обряда капарот — это личная подготовка человека к Йом-кипуру. На курицу символически переносятся все личные грехи человека, в качестве аргумента приводятся слова Исаии «научитесь делать добро… Тогда придите — и рассудим, говорит Господь. Если будут грехи ваши, как багряное, — как снег убелю…» (Ис. 1:17, 18). Данная религиозная практика впервые упоминается в 853 н. э. в книгах Натроная бен Гилая, гаона Академии Суры в Вавилонии, который описывает её как обычай вавилонских и персидских евреев. В XIX веке еврейские учёные объясняли, что, поскольку на иврите слово «гевер» означает «человек» и «петух», петух может действовать и служить в качестве религиозного и духовного «заместителя» человека. В общинах, где выращивают кур, зарезанные птицы используются для обеспечения продовольствия для бедных семей, часто через общественные организации, которые организуют распределение.
Человеку не следует думать, что, исполнив этот обряд, он уже заслужил искупление, но путём этого обряда он должен раскаяться в своих грехах, ясно представляя себе, что мучения, которые испытывает птица, были бы справедливым наказанием ему самому за все его проступки, и надеяться на милосердие к нему Всевышнего.
Сторонники использования денег в обряде капарот считают, что главное в капарот — чтобы помощь досталась нуждающимся, a когда капарот делается с курицей, за этим сложно проследить; кроме того, мучение животных противоречит иудаизму, точнее, мицве «цаар баалей хаим».
В обеих версиях ритуала, независимо от того, используются в нём деньги или куры, благотворительность является наиболее важным элементом.

## Исторический спор
Против капарот решительно выступали некоторые раввины, в том числе Моше бен Нахман, Шломо бен Адерет и Иосиф Каро. Они считали, что это нееврейский ритуал, противоречащий духу иудаизма, в котором не допускается возможность жертвоприношений вне Храма в Иерусалиме. Тем не менее, он был одобрен раввином Ашером бен Иехиэлем (1250—1327) и его сыном Яковом бен Ашером (1269—1343). Ритуал особенно привлекал каббалистов, таких как Исайя Горовиц и Исаак Лурия, которые рекомендовали выбирать для обряда белого петуха, ссылаясь в первую очередь на Ис. 1:18 и находя в установленных обрядом формулах другие мистические аллюзии. Как следствие, практика стала общепринятой среди ашкеназских и хасидских евреев в Восточной Европе.
В книге «Шулхан арух» сефардский раввин Йосеф Каро выступал против проведения ритуала. Согласно аргументам, приводимым в «Мишне бруре», его мнение основывалось на том, что этот обряд слишком напоминал нееврейские. Ашкеназский раввин Моше Иссерлес придерживался иного мнения и призывал соблюдать капарот. В ашкеназских общинах в основном было принято придерживаться позиции Иссерлеса. В конце XIX века ортодоксальный раввин Каф ха-Хаим одобрил обряд капарот в сефардской общине.